# Aldea San Antonio (Entre Ríos)
Aldea San Antonio é uma junta de governo da Entre Ríos (província), na Argentina.